# U21-es futsal-Európa-bajnokság
Az U21-es futsal-Európa-bajnokság egy az UEFA által szervezett megmérettetés, melyet 2008-ban alapítottak és egyben ekkor rendeztek meg először.

## Eredmények
| 2008 Részletek | Szentpétervár, Oroszország | Oroszország | 5 – 4(hu) | Olaszország | Ukrajna | n/a (1) | Spanyolország |